# Европско првенство у атлетици на отвореном 1962 — 10.000 метара за мушкарце
Такмичење у трчању на 10.000 метара у мушкој конкуренцији на 7. Европском првенству у атлетици 1962. одржано је 12. септембра у Београду на стадиону ЈНА.
Титулу освојену у Стокхолму 1958, није бранио Жђислав Кшишовјак из Пољске.

## Земље учеснице
Учествовало је 26 такмичара из 16 земаља. 
1. Белгија (1)
2. Ирска (1)
3. Италија (1)
4. Југославија (2)
5. Луксембург (1)
6. Мађарска (3)
7. Немачка (3)
8. Норвешка (1)
9. Пољска (2)
10. Румунија (1)
11. СССР (3)
12. Турска (1)
13. Уједињено Краљевство (3)
14. Француска (3)
15. Чехословачка (1)
16. Шпанија (1)

## Рекорди
| Рекорди пре почетка Европског првенства 1962.     | Рекорди пре почетка Европског првенства 1962. | Рекорди пре почетка Европског првенства 1962. | Рекорди пре почетка Европског првенства 1962. | Рекорди пре почетка Европског првенства 1962. | Рекорди пре почетка Европског првенства 1962. |
| ------------------------------------------------- | --------------------------------------------- | --------------------------------------------- | --------------------------------------------- | --------------------------------------------- | --------------------------------------------- |
| Светски рекорд                                    | Пјотр Болотњиков                              | СССР                                          | 28:18,2                                       | Москва, СССР                                  | 11. август 1962.                              |
| Европски рекорд                                   | Пјотр Болотњиков                              | СССР                                          | 28:18,2                                       | Москва, СССР                                  | 11. август 1962.                              |
| Рекорди европских првенстава                      | Жђислав Кшишовјак                             | Пољска                                        | 28:56,0                                       | Стокхолм, Шведска                             | 19. август 1958.                              |
| Рекорди после завршетка Европског првенства 1962. |                                               |                                               |                                               |                                               |                                               |
| Рекорди европских првенстава                      | Пјотр Болотњиков                              | СССР                                          | 28:54,0                                       | Београд, Југославија                          | 12. септембар 1962.                           |

## Освајачи медаља
|                       |                       |                                 |
| Пјотр Болотњиков СССР | Фридрех Јанке Немачка | Рој Фаулер Уједињено Краљевство |

## Сатница
| Датум         | Време | Коло   |
| ------------- | ----- | ------ |
| 12. септембар | 20:40 | Финале |

## Резултати

### Финале
| Пласман | Атлетичар           | Земља                | Резултат | Белешке |
| ------- | ------------------- | -------------------- | -------- | ------- |
|         | Пјотр Болотњиков    | СССР                 | 28:54,0  | РЕП     |
|         | Фридрех Јанке       | Немачка              | 29:01,6  |         |
|         | Рој Фаулер          | Уједињено Краљевство | 29:02,0  |         |
| 4.      | Мартин Хајман       | Уједињено Краљевство | 29:02,0  |         |
| 5.      | Robert Bogey        | Француска            | 29:02,6  |         |
| 6.      | Леонид Иванов       | СССР                 | 29:04,8  |         |
| 7.      | Франц Черван        | Југославија          | 29:07,6  | НР      |
| 8.      | Мајк Буливант       | Уједињено Краљевство | 29:13,4  |         |
| 9.      | Јосеф Томаш         | Чехословачка         | 29:22,4  |         |
| 10.     | Hamida Addeche      | Француска            | 29:22,8  |         |
| 11.     | Константин Греческу | Румунија             | 29:24,4  |         |
| 12.     | Henri Clerckx       | Белгија              | 29:31,4  |         |
| 13.     | Зигрфрид Роте       | Немачка              | 29:33,8  |         |
| 14.     | Антонио Амбу        | Италија              | 29:34,6  |         |
| 15.     | Шукру Шабан         | Турска               | 29:37,4  |         |
| 16.     | Иштван Ивановић     | Југославија          | 29:37,8  |         |
| 17.     | Јуриј Никитин       | СССР                 | 29:49,4  |         |
| 18.     | Питер Кубицки       | Немачка              | 29:55,8  |         |
| 19.     | Магнар Лундемо      | Норвешка             | 29:59,4  |         |
| 20.     | Јанош Пинтер        | Мађарска             | 30:20,0  |         |
| 21.     | Jerzy Mathias       | Пољска               | 30:31,8  |         |
| 22.     | Миклош Сабо         | Мађарска             | 31:13,4  |         |
| 23.     | Јожеф Шуто          | Мађарска             | 31:39,6  |         |
| 24.     | Жан Анисет          | Луксембург           | 31:44,8  |         |
|         | Маријано Аро        | Шпанија              | НЗ       |         |
|         | Џим Хоган           | Ирска                | НЗ       |         |